# Otto Beckmann & Co.
Otto Beckmann & Co, Automobil-Fabrik, Breslau war ein von 1882 bis 1926 in Breslau (Schlesien) ansässiges Unternehmen, das zunächst Fahrräder, später Automobile produzierte.

## Unternehmensgeschichte

### Die Anfänge
Der Fabrikant Otto Beckmann (1841–1897) begann im Jahr 1882 in Breslau (Schlesien) mit der Produktion von Fahrrädern, damals Velocipede genannt, weshalb er seinem Unternehmen den Namen Erste Schlesische Velociped-Fabrik gab. Fünfzehn Jahre später, im Jahr 1897, starb er, und sein ältester Sohn Paul Beckmann (1866–1914) übernahm die Unternehmensleitung.

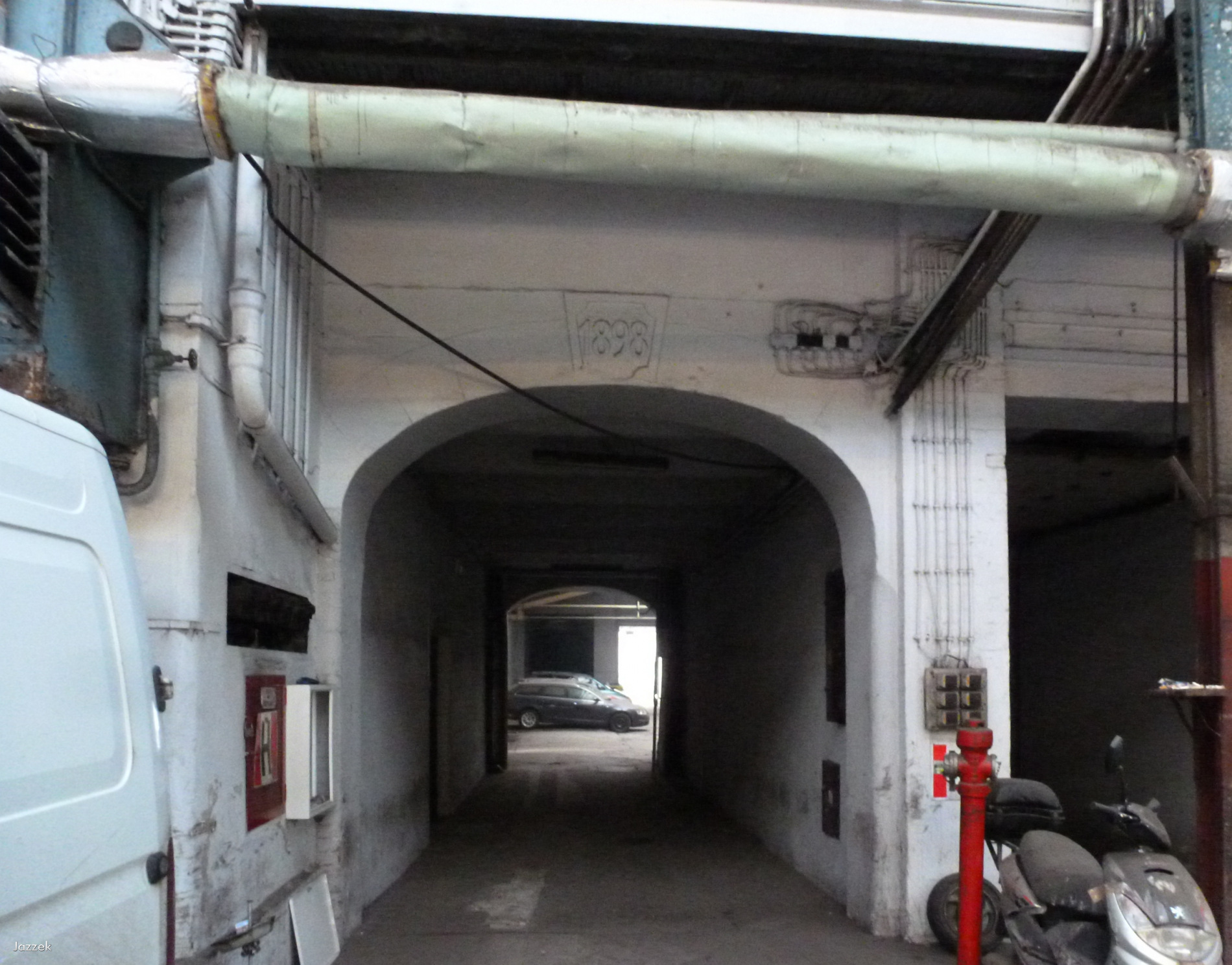
„1898“ über dem Innenportal (bis 2019)

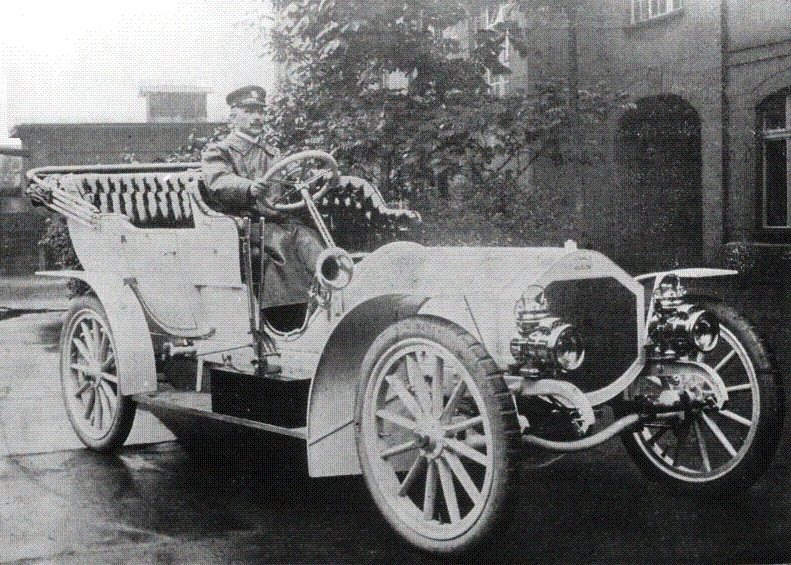
Paul Beckmann Herkomer-Fahrzeug 40 PS (1906)

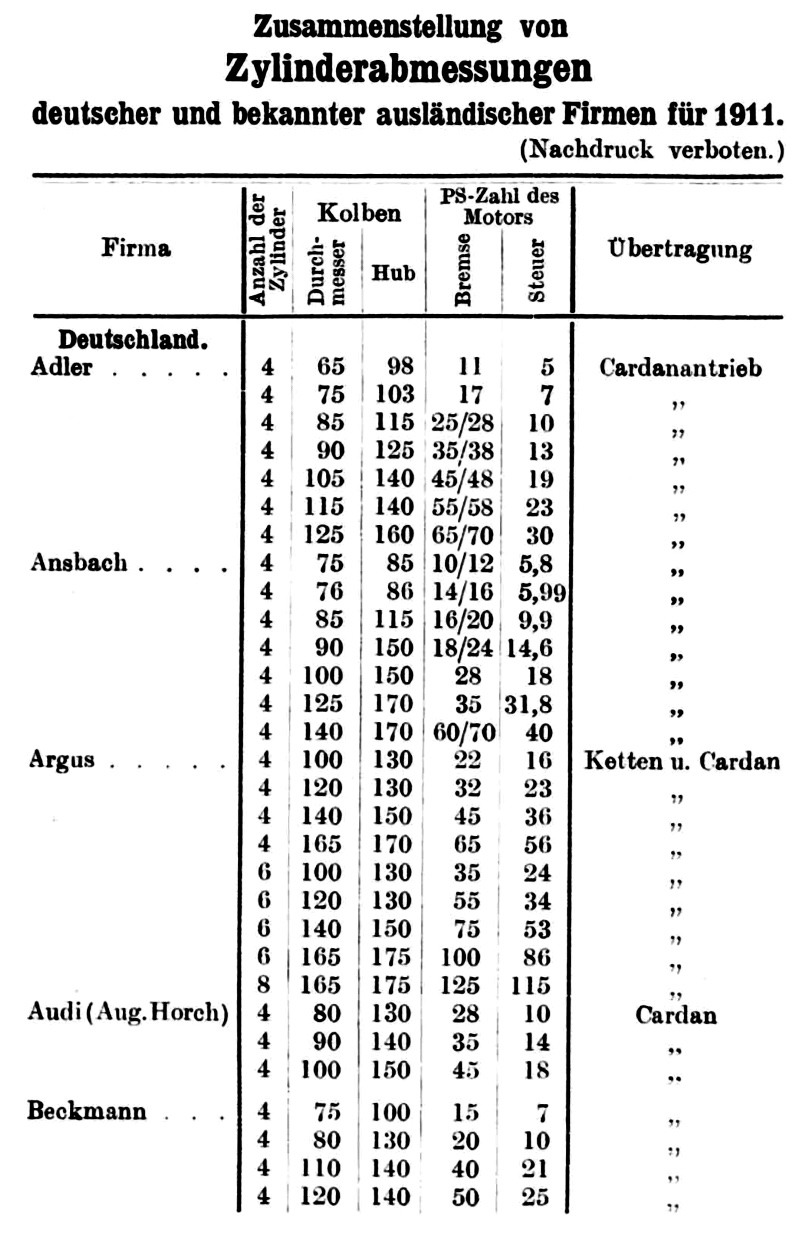
Technische Daten einiger Beckmann Motoren um 1911

Wie einige andere Hersteller von Fahrrädern begann auch Paul Beckmann bereits sehr früh, in den 1890er Jahren, mit dem Bau von motorisierten Fahrzeugen zu experimentieren. Schon bald verwarf er die Entwicklung von zwei- und dreirädrigen Fahrzeugen wieder und beschränkte sich auf vierrädrige Motorwagen. Nachdem er bereits 1898 – als einer der Pioniere des Kraftfahrzeugbaus – die erste Voiturette in Vis-à-vis-Bauweise mit französischem Einzylindermotor produziert hatte, änderte er den Firmennamen in Otto Beckmann & Co, Erste Schlesische Velociped- und Automobil-Fabrik. Für die beginnende Motorwagen-Produktion musste er die Unternehmensgebäude in der Breslauer Tauentzienstraße erheblich erweitern. Über dem Portal, das ebenso wie einige der Gebäude die schweren Zerstörungen Breslaus im Zweiten Weltkrieg überstanden hatte, prangte noch bis ins Jahr 2019 die Jahreszahl der Errichtung „1898“.
Als 1904 die Herstellung von Fahrrädern zugunsten der Ausweitung der Motorwagenproduktion aufgegeben wurde, bekam das Unternehmen den neuen, kürzeren Namen Otto Beckmann & Co, Motorwagen-Fabrik. Nur noch einmal (1913) änderte sich die Unternehmensbezeichnung, als der Bestandteil „Motorwagen“ durch den moderneren Begriff „Automobil“ ersetzt wurde.
In der Zeit von der Jahrhundertwende bis zum Beginn des Ersten Weltkriegs brachte Beckmann eine Vielzahl von Modellen – Voituretten, Tonneaus, Phaetons, Limousinen, Coupés, Droschken, Lieferungs- und Sportwagen – auf den Markt, die dank ihrer hohen Qualität und Zuverlässigkeit einen sehr guten Ruf hatten. Die ersten Motoren wurden von Société Buchet, Ateliers de Construction Mécanique l’Aster und De Dion-Bouton bezogen, bevor man auf Lizenzfertigung und schließlich zur Entwicklung und zum Bau eigener Motoren überging. Über einen kurzen Zeitraum (1907) wurden Mutel-Motoren eingebaut.

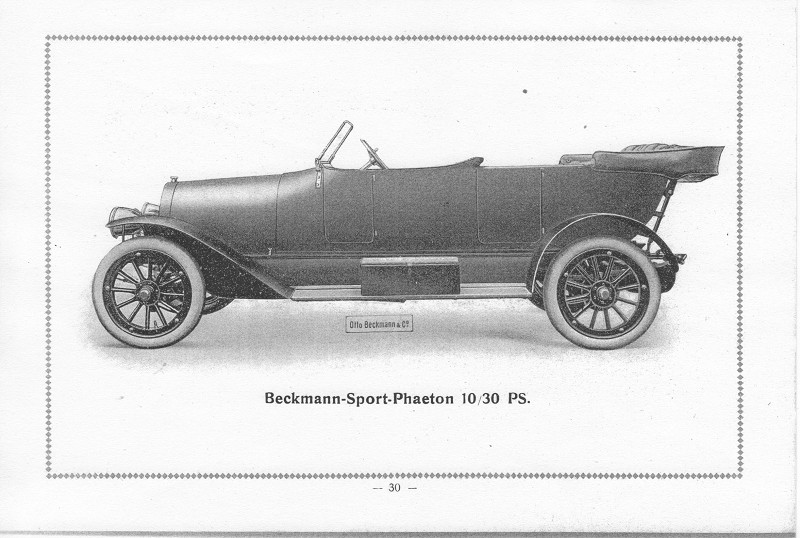
Sport-Phaeton 10–30 PS (1912)
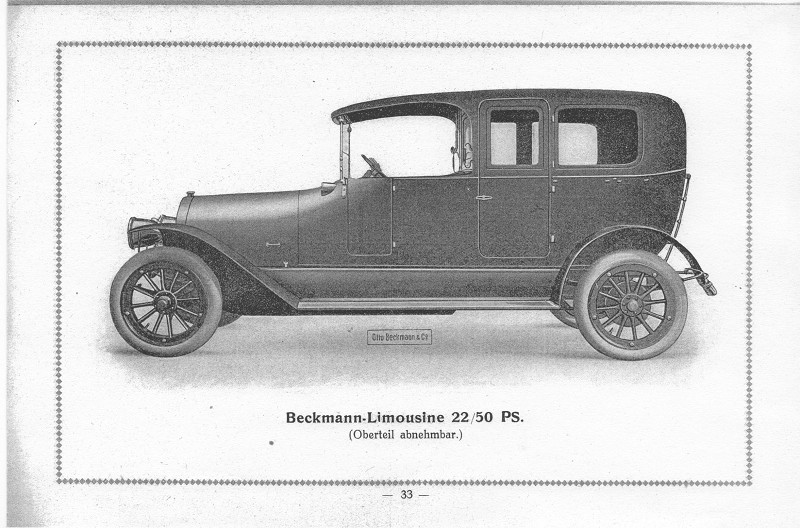
Beckmann Limousine 22–50 PS (1912)
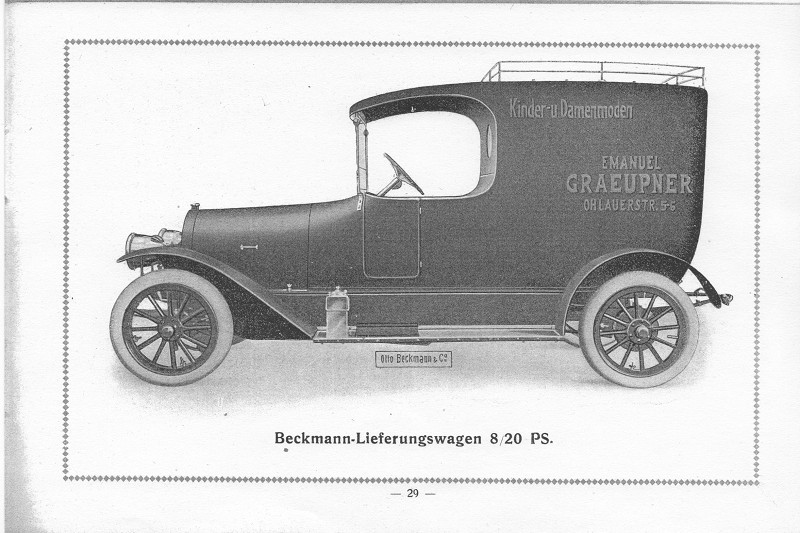
Beckmann Lieferungswagen 8–20 PS (1912)

Beckmann-Autos galten als besonders gute Bergsteiger und die selbst gefertigten 3-Gang-Getriebe (damals auch Geschwindigkeitswechsel genannt) wurden von der Fachpresse als vorbildlich gelobt.
Paul Beckmann kann als Erfinder des Auto-Sicherheitsgurtes angesehen werden, denn er stattete bereits um die Jahrhundertwende seine eigenen Voituretten mit Lederriemen aus, mit denen er seine drei Kinder bei jeder Ausfahrt festschnallte.
Von 1902 an wurden Beckmann-Motorwagen auf den Automobil-Ausstellungen in Leipzig, Berlin und Frankfurt am Main ausgestellt.
Der Unternehmensinhaber Paul Beckmann kann nicht nur als Hersteller, sondern auch als aktiver Fahrer zu den Pionieren des Automobilismus gezählt werden. Er nahm mit seinen Produkten erfolgreich an verschiedenen Wettbewerben teil, wie der „Qualitätsfahrt Breslau–Wien“ im Jahr 1902, bei der Beckmann-Wagen die ersten drei Plätze belegten, und der „Zuverlässigkeitsfahrt Breslau–Frankfurt“ im Jahr 1904, wo er selbst mit einem Ehrenpreis bedacht wurde. Auch an den Herkomer-Konkurrenzen in den Jahren 1906 und 1907 nahm er mit einem dafür entwickelten Spezialtyp mit 40 PS starkem 6,9-Liter-Vierzylindermotor teil. Dabei errang er 1906 eine silberne und 1907 strafpunktfrei eine goldene Plakette.
Paul Beckmann betätigte sich auch als Beisitzer, dann als Schatzmeister des Schlesischen Automobil-Clubs, war „Sachverständiger für Automobilismus“ und gehörte zum Kreis der Mitglieder des Vereins Deutscher Motorfahrzeug-Industrieller (später: Reichsverband der Automobilindustrie).

### Entwicklung während und nach dem Ersten Weltkrieg

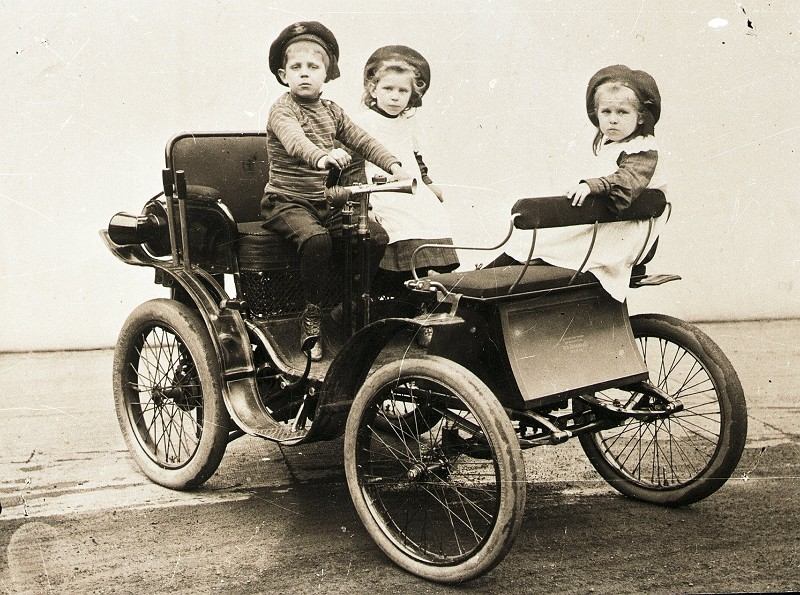
Otto (jun.), Erna und Ilse Beckmann (1903)

Paul Beckmann starb bereits im frühen Alter von 48 Jahren im September 1914, unmittelbar nach Beginn des Ersten Weltkrieges. Keines seiner drei Kinder Otto, Erna und Ilse war zu diesem Zeitpunkt volljährig und geschäftsfähig. Nach einer für das Unternehmen sehr nachteiligen Übergangsphase mit Treuhänderverwaltung, die zudem noch mit dem Ersten Weltkrieg zusammenfiel, führte dann Paul Beckmanns Sohn Otto (1894–1963), nachdem er im Jahr 1915 die Volljährigkeit und somit auch die Geschäftsfähigkeit erlangt hatte, das Unternehmen weiter.
Nach Ende des Ersten Weltkrieges war die Breite des Produktprogramms deutlich reduziert. Die Fertigung eigener Motoren gab das Unternehmen 1922 auf und bezog Aggregate von Basse & Selve, Altena/Westfalen.

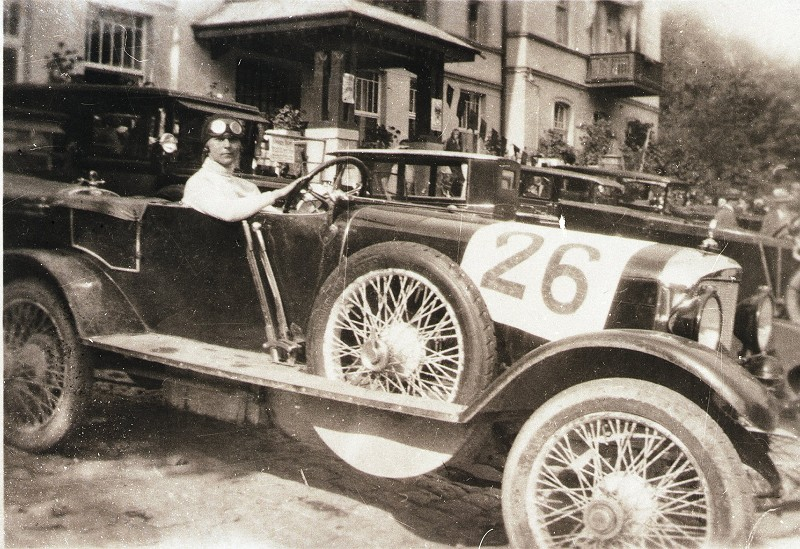
Ilse Beckmann auf Beckmann SL 40 (1925)

Ilse Beckmann (1898–1988) fuhr auf Beckmann-Fahrzeugen in den 1920er Jahren bei verschiedenen Automobilrennen – als Pionierin in diesem Metier – erfolgreich mit. Sie absolvierte anfangs einige davon, wie damals üblich, mit einem Beifahrer („Schmiermaxe“). Vorübergehend war Rudolf Caracciola ihr Beifahrer, der – drei Jahre jünger als sie – gerade als Ingenieurstudent bei den Fafnir-Werken (Aachen) volontierte. Kurz darauf begann dessen eigene große Rennfahrerkarriere. Auch mit und gegen Hans Stuck, dem ebenfalls zum damaligen Zeitpunkt noch eine große Karriere bevorstand, fuhr Ilse Beckmann einige Rennen. Ihre eigenen Rennfahreraktivitäten musste sie jedoch bald nach dem Verkauf des Unternehmens beenden.

### Übernahme
Wegen der äußerst schwierigen wirtschaftlichen Lage, in der viele andere Produzenten ebenfalls aufgeben mussten, wurde im Jahr 1926 die Produktion eigener Fahrzeuge eingestellt. Das Unternehmen wurde 1927 mitsamt den 150 Beschäftigten von der Adam Opel AG übernommen.
Die Rüsselsheimer Adam Opel AG richtete in den vorherigen Produktionsstätten des Unternehmens Otto Beckmann ihre schlesische Verkaufs- und Kundendienst-Werks-Niederlassung ein. Otto Beckmann wurde bis zum kriegsbedingten Ende deren Geschäftsführer. Schlesien (und damit auch Breslau) kam 1945 unter polnische Verwaltung und gehört inzwischen zu Polen. Die frühere Beckmann'sche Produktionsstätte wurde im Jahr 2020 abgerissen und dort ist ein größerer Wohnkomplex entstanden, der als Reminiszenz an die ehemalige Automobilfabrik „Nowa Manufaktura“ (übersetzt: Neue Fabrik) benannt wurde. Das Büro-Stammgebäude an der Straßenfront ist vom Abriss ausgenommen, unter Denkmalschutz gestellt und aufwändig restauriert worden. Nach Abschluss der Renovierung ist im September 2023 in einem Festakt eine Erinnerungstafel zum Gedenken an die dort ansässig gewesene Automobilfabrik angebracht worden.

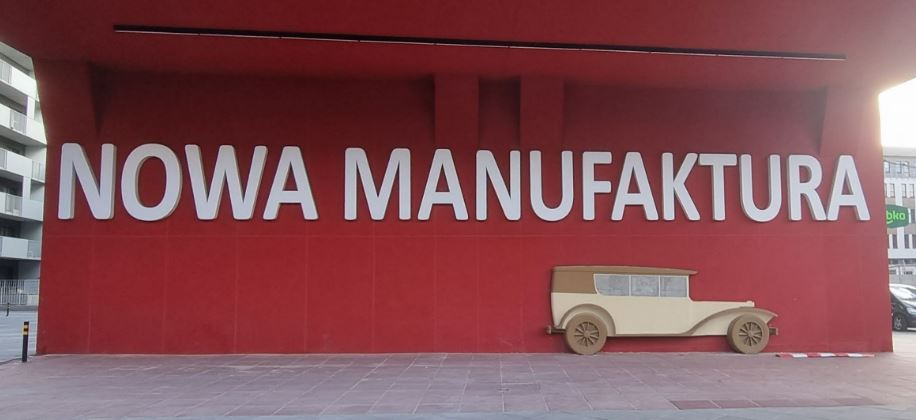
Zugangsbereich zum Neubaukomplex „Nowa Manufaktura“
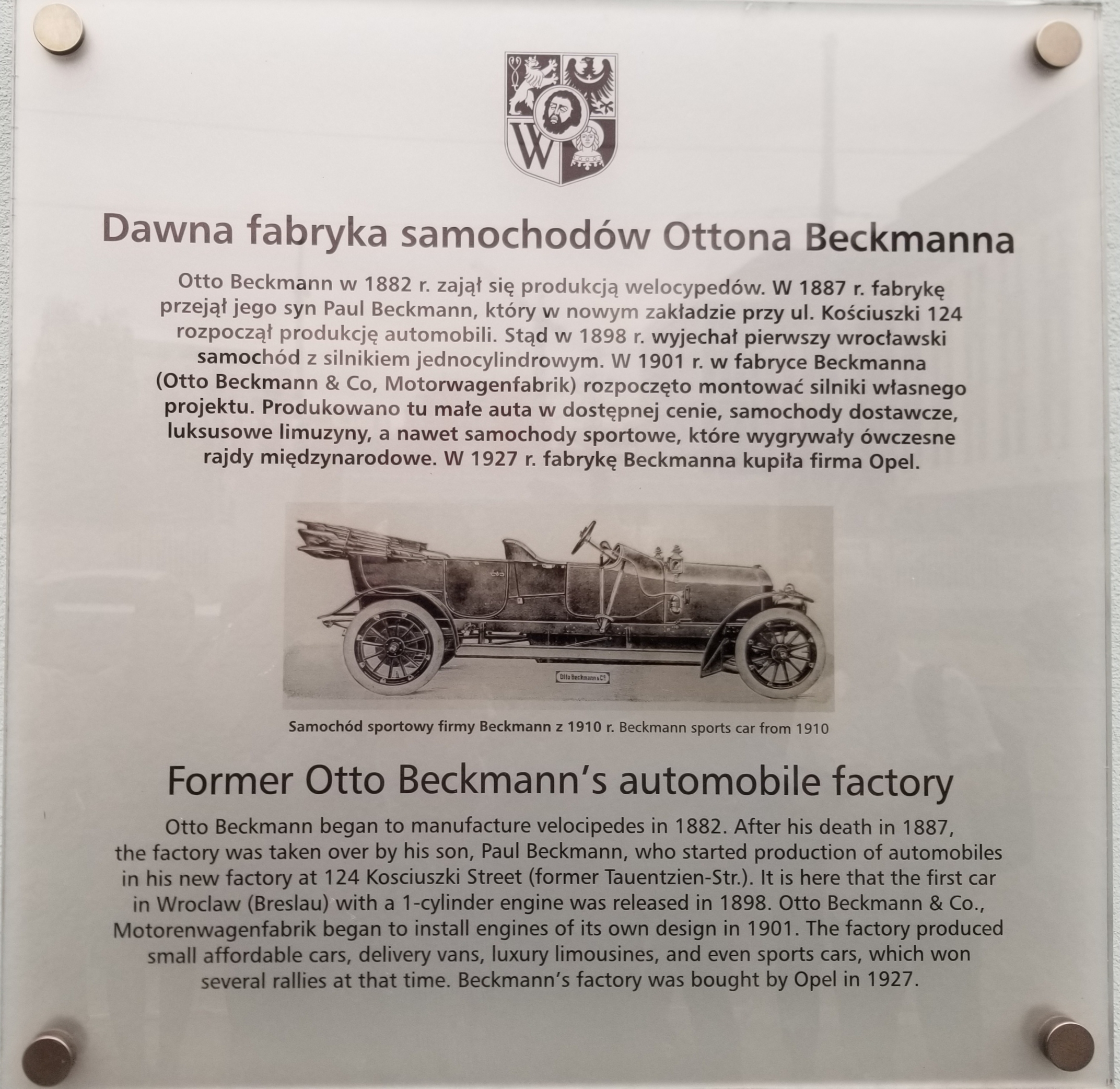
Erinnerungstafel am ehemaligen Bürogebäude der Firma Beckmann

## Produkte und deren Verbreitung
Fahrzeugmodelle (Auswahl)
| Typ/Karosserie                                | Bauzeitraum | Zylinder | Motor-Hersteller        | Leistung | vmax     |
| --------------------------------------------- | ----------- | -------- | ----------------------- | -------- | -------- |
| Leichter Beckmann-Wagen (Vis-à-vis)           | 1898–1905   | 1        | De Dion-Bouton (Lizenz) | 6,5 PS   | –        |
| Voiturette                                    | 1902–1905   | 2        | Aster                   | 10/12 PS | –        |
| Tonneau Typ XVII                              | 1902–1904   | 4        | Aster                   | 12/16 PS | –        |
| Droschke 12/14 HP                             | 1904–1907   | 2        | Aster                   | 12/14 PS | –        |
| Coupé-Limousine 22/30 HP (Oberteil abnehmbar) | 1904–1907   | 4        | Beckmann                | 22/30 PS | 75 km/h  |
| Lieferungswagen                               | 1904–1906   | 2        | Beckmann                | 6 PS     | –        |
| Phaeton 20/22 PS                              | 1905–1907   | 4        | Beckmann                | 20/22 PS | –        |
| Phaeton 40/50 PS                              | 1905–1907   | 4        | Beckmann                | 40/50 PS | 90 km/h  |
| Doppel-Phaeton „Herkomer-Typ“                 | 1906–1907   | 4        | Beckmann                | 40 PS    | 95 km/h  |
| Doppel-Phaeton 29/50 PS                       | 1907–1909   | 6        | Beckmann                | 29/50 PS | 90 km/h  |
| Phaeton                                       | 1907–(?)    | 4        | Mutel                   | 28 PS    | –        |
| Droschke 10/14 PS                             | 1907–1908   | 4        | Beckmann                | 14 PS    | 60 km/h  |
| Doppel-Phaeton 31/50 PS                       | 1909–(?)    | 4        | Beckmann                | 50 PS    | 100 km/h |
| Limousine 21/40 PS (Oberteil abnehmbar)       | 1908–1912   | 4        | Beckmann                | 42 PS    | 90 km/h  |
| Landaulet 8/20 PS                             | 1912–1914   | 4        | Beckmann                | 20 PS    | 65 km/h  |
| Sport-Phaeton 10/30 PS                        | 1912–1914   | 4        | Beckmann                | 30 PS    | 80 km/h  |
| Sport-Limousine 22/50 PS                      | 1912–1914   | 4        | Beckmann                | 50 PS    | 95 km/h  |
| Lieferungswagen 8/20 PS                       | 1911–1914   | 4        | Beckmann                | 20 PS    | –        |
| Sportwagen SL 40                              | 1924–1926   | 4        | Selve                   | 42 PS    | 115 km/h |
| Phaeton Typ 8/32                              | 1925–1926   | 4        | Selve                   | 40 PS    | –        |

Beckmann erreichte nie besonders hohe Produktionszahlen. Die Autos wurden überwiegend im Osten des Deutschen Reiches verkauft, insbesondere in Schlesien, Pommern und Ostpreußen. In einige Städte wurde eine größere Anzahl Droschken (Taxis) geliefert, nach Berlin gingen beispielsweise im Jahr 1908 insgesamt 50 Stück. Aber auch weit darüber hinaus wurden Beckmann-Autos vertrieben, allerdings in geringen Stückzahlen. Beckmann hatte Verkaufsstützpunkte in Berlin, zeitweise auch in München, Leipzig, Karlsruhe, Posen (Poznań) und Moskau. Selbst der russische Zarenhof hat einige Beckmann-Autos bezogen. Auch Skandinavien wurde beliefert, vor allem Schweden.
Produktions- und Exportzahlen sind wegen Totalverlustes der Unterlagen durch die Kriegsfolgen nicht mehr verfügbar. Lediglich aus Norwegen sind genaue Zahlen bekannt: Insgesamt fünf Fahrzeuge sind dorthin geliefert worden. In Oslo befindet sich auch (nach derzeitigem Informationsstand) das einzige noch existierende Beckmann-Auto, ein Phaeton 21/45 PS aus dem Produktionsjahr 1911, der ursprünglich nach Schweden geliefert worden war. Es ist in Privatbesitz.